# Pușca veche

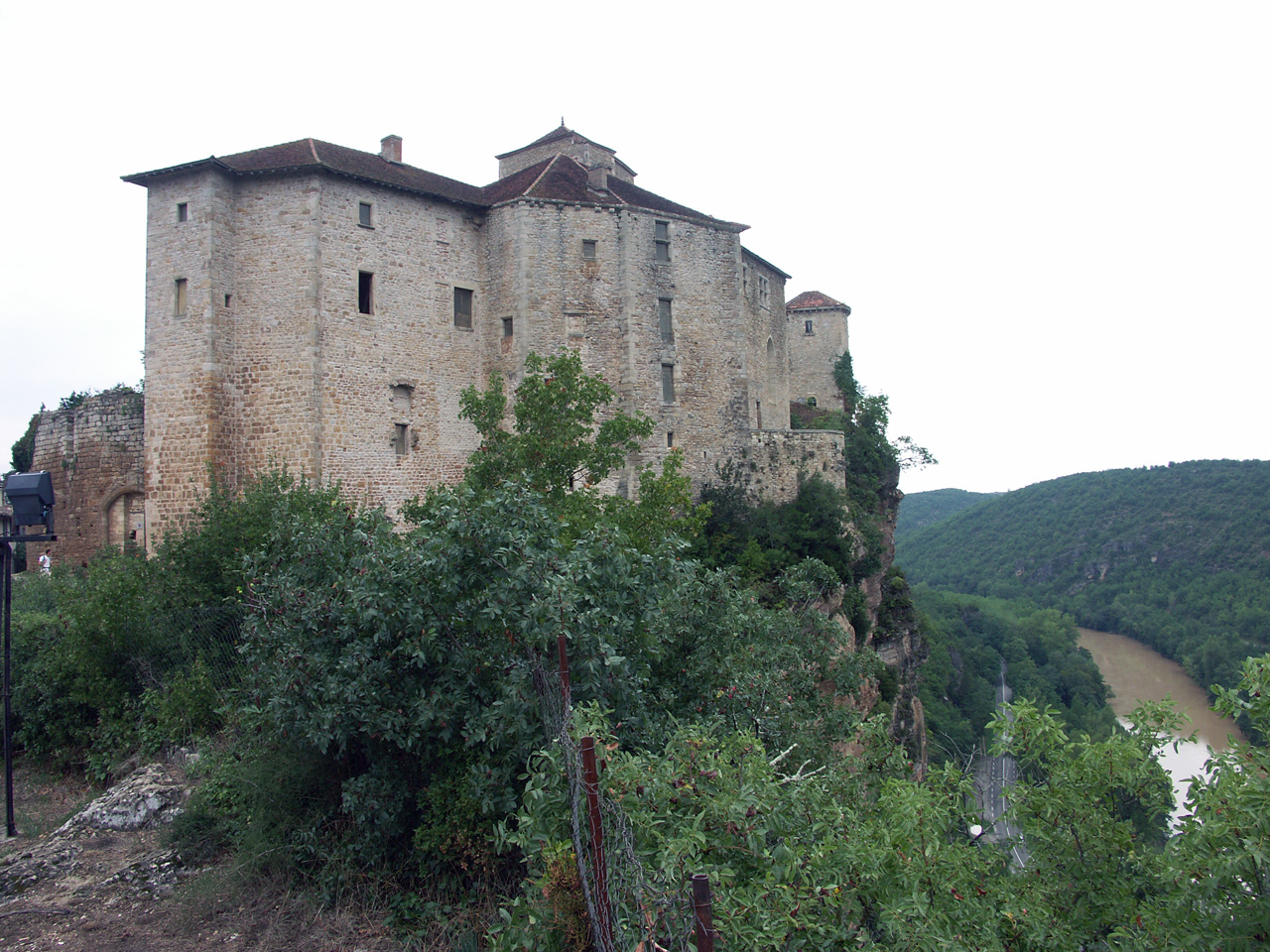
Poza castelului Bruniquel, folosit ca decor pentru filmări

Pușca veche (titlul original: Le vieux fusil) este un film dramatic franco-german, realizat în 1975 de regizorul Robert Enrico, protagoniști fiind actorii Philippe Noiret, Romy Schneider și Jean Bouise acțiunea filmului fiind bazată pe masacrul de la Oradour-sur-Glane, săvârșit de trupele SS în anul 1944.

## Conținut
Anul 1944 Franța era încă ocupată de trupele germane, dar care se retrăgeau în grabă înspre nord, pentru a întări frontul din Normandia unde tocmai debarcaseră aliații. 
La spitalul din Montauban chirurgul Julien Dandieu are de lucru până peste cap. Împreună cu colegul și prietenul său François, operează și îngrijesc nemți răniți pe front, dar și unii luptători din Rezistență, cu răni grave. Din când în când Miliția franceză făcea razii căutând printre răniți luptătorii partizani, dar cu toate protestele personalului medical, imediat îi ridicau și îi executau. După lucru, Julien încerca să se relaxeze în sânul familiei, alături de fiica sa din prima căsătorie, Florence și frumoasa sa soție Clara. Pentru a le proteja, hotărăște ca prietenul său François să le ducă la castelul familiei din apropiere, unde vor fi mai ferite până se termină războiul. 
În retragerea trupelor germane însă, divizia SS motorizată „Reich” trecând pe acolo, masacrează aproape întreaga populație a satului și a castelului, comandamentul diviziei încartiruindu-se acolo. 
Julien venind la familie, vede dezastrul și plănuiește o răzbunare cruntă. Având avantajul cunoașterii fiecărui colțișor al castelului și a galeriilor cu intrări secrete, reușește să elimine toți soldații SS și pe comandantul lor. La scurt timp, sosește în sat și François alături de unitățile de luptători din Rezistență.

## Distribuție
- Romy Schneider - Clara Dandieu
- Philippe Noiret - Julien Dandieu
- Jean Bouise - François
- Joachim Hansen - ofițerul SS
- Madeleine Ozeray - mama lui Julien
- Catherine Delaporte - Florence Dandieu
- Karl-Michael Vogler - doctorul Müller
- Robert Hoffmann - locotenentul
- Jean-Paul Cisife - șeful miliției
- Jean-Pierre Garrigues - un intern de la spital
- Hermine Delysle - călugărița
- Micheline Sarto - domnișoara Langrenier
- Daniel Breton - Walter

## Premii și nominalizări
- César 1976 : 
  - César pentru cel mai bun film
  - César pentru cel mai bun actor lui Philippe Noiret
  - César pentru cea mai bună muzică originală lui François de Roubaix
  - nominalizare la César pentru cel mai bun regizor lui Robert Enrico
  - nominalizare la César pentru cel mai bun actor într-un rol secundar lui Jean Bouise
  - nominalizare la César pentru cel mai bun scenariu original sau adaptare lui Robert Enrico și Pascal Jardin
  - nominalizare la César pentru cel mai bun sunet lui Bernard Aubouy
  - nominalizare la César pentru cea mai bună imagine lui Étienne Becker
  - nominalizare la César pentru cel mai bun montaj lui Eva Zora

- 1976 : Premiul David di Donatello pentru cel mai bun actor lui Philippe Noiret
- César 1985 : César des Césars